# Павловский, Сергей Иосифович
Павловский Сергей Иосифович (род. 28 марта 1910, Кузнецк-Сибирский, Томская губерния) — советский металлург. Лауреат Сталинской премии 2-й степени (1952).

## Биография
Родился 28 марта 1910 года в Кузнецк-Сибирский.
В 1935 году окончил Сибирский металлургический институт.
В 1941 году разработал технологию прокатки броневого листа.
В 1962—1964 годах — главный инженер Западно-Сибирского металлургического завода.

## Публикации
- Стальной щит Родины.

## Награды
- Сталинская премия 2-й степени (1952).